# Pol Vanhaecke
Pol Vanhaecke (*  1963) ist ein belgischer Mathematiker.
Vanhaecke wurde 1991 bei Paul Dooghe (und Pierre van Moerbeke) an der Katholischen Universität Leuven promoviert (Explicit Techniques for Studying Two-Dimensional Integrable Systems). Er ist Professor an der Universität Poitiers.
Vanhaecke befasst sich mit Poisson-Mannigfaltigkeiten und Poisson-Strukturen, integrablen Systemen und deren Geometrie, Abelschen Varietäten und Deformationsquantisierung.
Zu seinen Doktoranden zählt Anne Pichereau.

## Schriften (Auswahl)
- Integrable systems in the realm of algebraic geometry (= Lecture Notes in Mathematics. 1638). Springer, Berlin u. a. 1996, ISBN 3-540-61886-4.
- mit  Mark Adler, Pierre van Moerbeke: Algebraic Integrability, Painlevé Geometry and Lie Algebras (= Ergebnisse der Mathematik und ihrer Grenzgebiete. Folge 3, 47). Springer, Berlin u. a. 2004, ISBN 3-540-22470-X.
- mit Camille Laurent-Gengoux, Anne Pichereau: Poisson Structures (= Grundlehren der mathematischen Wissenschaften. 347). Springer, Berlin u. a. 2013, ISBN 978-3-642-31089-8.